# Chrysops costaricensis
Chrysops costaricensis är en tvåvingeart som beskrevs av Burger 2002. Chrysops costaricensis ingår i släktet Chrysops och familjen bromsar.
Artens utbredningsområde är Costa Rica. Inga underarter finns listade i Catalogue of Life.